# HMS Decoy (H75)
HMS Decoy (H75) là một tàu khu trục lớp D được Hải quân Hoàng gia Anh Quốc chế tạo vào đầu những năm 1930. Thoạt tiên được phân về Hạm đội Địa Trung Hải, nó được điều sang Trạm Trung Quốc vào đầu năm 1935, và tạm thời được bố trí Hồng Hải vào đầu năm 1935 do cuộc Khủng hoảng Abyssinia trước khi quay trở lại nhiệm sở, nơi nó ở lại cho đến giữa năm 1939. Decoy được điều trở lại Hạm đội Địa Trung Hải ngay trước khi Chiến tranh Thế giới thứ hai nổ ra vào tháng 9 năm 1939, rồi được chuyển đến Tây Phi một thời gian ngắn làm nhiệm vụ hộ tống các đoàn tàu vận tải trong năm 1940 trước khi quay lại Địa Trung Hải. Con tàu tham gia trận Calabria mà chỉ bị hư hại nhẹ, và hộ tống các tàu chiến của Hạm đội Địa Trung Hải suốt thời gian còn lại của năm.
Decoy đã giúp vào việc triệt thoái khỏi Hy Lạp và Crete vào tháng 4–tháng 5 năm 1941, rồi bắt đầu chuyển hàng tiếp liệu đến Tobruk, Libya vào tháng 6 cho đến khi bị hư hại nặng do va chạm vào tháng 11. Việc sửa chữa chỉ hoàn tất vào tháng 2 năm 1942, và Decoy được chuyển sang Hạm đội Đông ở Ấn Độ Dương trong tháng tiếp theo, ở lại đây cho đến tháng 9 trước khi quay trở về Anh. Con tàu được tái trang bị như một tàu khu trục hộ tống từ tháng 11 năm 1942 đến tháng 4 năm 1943, và được chuyển cho Hải quân Hoàng gia Canada như là chiếc HMCS Kootenay. Con tàu được giao nhiệm vụ hộ tống các đoàn tàu vận tải ở khu vực giữa Đại Tây Dương cho đến đầu năm 1944, rồi được điều động quay lại vùng biển Anh bảo vệ tàu bè được tập trung cho Chiến dịch Operation. Cùng các tàu chiến khác, Kootenay đã đánh chìm ba tàu ngầm Đức từ tháng 7 đến tháng 9, rồi trải qua một đợt tái trang bị tại Canada từ tháng 10 đến tháng 2 năm 1945. Nó quay lại khu vực eo biển Anh Quốc bảo vệ chống lại các nỗ lực cuối cùng của Hải quân Đức muốn can thiệp vào tuyến đường vận tải của Đồng Minh sang lục địa Châu Âu. Khi xung đột kết thúc vào tháng 5, Kootenay phục vụ việc vận chuyển binh lính tại vùng biển Canada. Nó được đưa về lực lượng dự bị vào tháng 10, và bị tháo dỡ vào năm 1946.

## Thiết kế và chế tạo
Decoy có trọng lượng choán nước tiêu chuẩn 1.375 tấn Anh (1.397 t), và lên đến 1.890 tấn Anh (1.920 t) khi đầy tải. Nó có chiều dài chung 329 foot (100,3 m), mạn thuyền rộng 33 foot (10,1 m) và mớn nước 12 foot 6 inch (3,8 m). Con tàu được cung cấp động lực bởi hai turbine hơi nước hộp số Parsons, dẫn động hai trục chân vịt, tạo ra công suất 36.000 mã lực càng (27.000 kW) cho phép đạt tốc độ tối đa 36 hải lý trên giờ (67 km/h; 41 mph). Hơi nước cho turbine được cung cấp bởi ba nồi hơi ống nước Admiralty hoạt động ở áp suất 310 psi (2.137 kPa). Decoy mang theo tối đa 473 tấn Anh (481 t) dầu đốt cho phép nó có tầm xa hoạt động 5.870 hải lý (10.870 km; 6.760 mi) ở tốc độ đường trường 15 hải lý trên giờ (28 km/h; 17 mph). Thành phần thủy thủ đoàn bao gồm 145 sĩ quan và thủy thủ.
Chiếc tàu khu trục được trang bị bốn khẩu pháo QF 4,7 in (120 mm) Mk IX trên các tháp pháo đơn, được đặt tên 'A', 'B', 'X' và 'Y' tuần tự từ trước ra sau. Cho mục đích phòng không, Decoy có một khẩu QF 12-pounder Mk V bố trí giữa hai ống khói và hai khẩu đội súng máy QF 0.5-inch Vickers Mk III bốn nòng đặt ở hai bên cánh cầu tàu. Nó còn được trang bị hai bệ ống phóng ngư lôi bốn nòng trên mặt nước dùng cho ngư lôi 21 in (530 mm). Một đường ray và hai máy phóng được dùng để thả mìn sâu, thoạt tiên mang theo 20 quả mìn, nhưng được tăng lên 35 quả không lâu sau khi chiến tranh bắt đầu.
Các cải biến trong chiến tranh của nó vào năm 1943 bao gồm việc tháo dỡ tháp pháo 'Y' lấy chỗ chứa thêm mìn sâu, và dàn vũ khí phòng không hạng nhẹ được bổ sung sáu khẩu pháo tự động Oerlikon 20 mm. Một radar dò tìm mặt đất Kiểu 286 cũng được trang bị vào lúc này, nhưng được thay thế vào năm 1944 bằng Kiểu 290. Trước khi chiến tranh kết thúc, nó còn được tăng cường khi bộ điều khiển hỏa lực và máy đo tầm xa đặt trên nóc cầu tàu được thay thế bằng radar dò tìm mục tiêu Kiểu 271.
Decoy được đặt hàng vào ngày 2 tháng 2 năm 1931 tại xưởng tàu của hãng John I Thornycroft ở Woolston, Southampton trong Kế hoạch Chế tạo 1930. Nó được đặt lườn vào ngày 25 tháng 6 năm 1931, hạ thủy vào ngày 7 tháng 6 năm 1932, và hoàn tất vào ngày 17 tháng 1 năm 1933 với chi phí tổng cộng 225.236 Bảng Anh, không kể đến những thiết bị do Bộ Hải quân Anh cung cấp như vũ khí, đạn dược và thiết bị vô tuyến.

## Lịch sử hoạt động
Decoy thoạt tiên được phân về Chi hạm đội Khu trục 1 tại Địa Trung Hải và từng được bố trí một thời gian ngắn đến vùng vịnh Ba Tư và Hồng Hải vào tháng 10-tháng 11 năm 1933. Những ống phóng ngư lôi mới được trang bị tại Malta sau khi nó quay về. Con tàu được tái trang bị tại Portsmouth từ ngày 3 tháng 9 đến ngày 20 tháng 10 năm 1934 để phục vụ tại Trạm Trung Quốc cùng Chi hạm đội Khu trục 8 (sau đổi tên thành Chi hạm đội 21), và đến nơi vào tháng 1 năm 1935. Nó được phối thuộc về Hạm đội Địa Trung Hải tại Hồng Hải từ tháng 9 năm 1935 đến tháng 5 năm 1936 trong vụ Khủng hoảng Abyssinia, và đã viếng thăm Mombasa cùng các cảng Tây Phi khác trước khi quay trở về Hồng Kông. Con tàu được tái trang bị tại đây vào tháng 10, và thực hiện một lượt viếng thăm các cảng ở Đông Nam Á trong quý đầu năm 1937. Decoy cần được sửa chữa và tái trang bị đáng kể vào tháng 4-tháng 5 sau khi quay về. Vào tháng 8 năm 1938, nó lên đường đi Thanh Đảo, Trung Quốc, đưa các đại biểu để xin lỗi về sự cố các thủy thủ Anh say rượu đã xúc phạm đến lá cờ Nhật. Nó tiếp tục ở lại Viễn Đông cho đến khi nguy cơ chiến tranh trở nên rõ ràng, buộc phải gọi nó quay trở về vào tháng 8 năm 1939.
Khi Chiến tranh Thế giới thứ hai nổ ra vào tháng 9 năm 1939, Decoy được phân về Hạm đội Địa Trung Hải làm nhiệm vụ tuần tra, Vào tháng 12, con tàu được tái trang bị rộng rãi để sửa chữa các chỗ rỉ sét, bơm nạp nước cho nồi hơi và thay thế các ống khói. Sau khi hoàn tất việc sửa chữa vào tháng 1 năm 1940, nó được chuyển Freetown đến để gia nhập Chi hạm đội Khu trục 20 làm nhiệm vụ hộ tống các đoàn tàu vận tải qua lại ngoài khơi bờ biển Tây Phi. Decoy quay trở lại Hạm đội Địa Trung Hải vào tháng 5 và gia nhập Chi hạm đội Khu trục 10. Cùng với tàu chị em Defender, nó đã hộ tống cho Đoàn tàu vận tải US-2 chuyển binh lính Australia và New Zealand đến Trung Đông ngang qua Hồng Hải từ ngày 12 đến ngày 17 tháng 5.
Decoy đã cùng ba tàu khu trục khác hỗ trợ cho thiết giáp hạm Pháp Lorraine và ba tàu tuần dương Anh khi chúng tiến hành bắn phá Bardia trong đêm 21- 21 tháng 6. Vào ngày 27 tháng 6 năm 1940, nó tham gia vào việc đánh chìm tàu ngầm Ý Console Generale Liuzzi. Cùng với các tàu chị em Dainty và Defender, tàu khu trục Ilex và tàu khu trục Australia Voyager, nó đã thả mìn sâu làn hư hại nặng chiếc tàu ngầm đến mức nó bị thủy thủ đoàn tự đánh đắm ngoài khơi phía Đông Nam Crete.
Vào ngày 29 tháng 6 năm 1940, với cùng hải đội trên, Decoy tham gia vào việc đánh chìm tàu ngầm Ý Argonauta. Hải đội đang tuần tra tại khu vực giữa Alexandria, biển Aegean và vùng Trung Địa Trung Hải từ ngày 27 đến ngày 30 tháng 6 năm 1940 như một phần của Chiến dịch MA3 để hỗ trợ các đoàn tàu tàu vận tải Anh từ các cảng Hy Lạp đi đến Port Said và từ Alexandria đến Malta. Argonauta có thể đã bị các tàu khu trục Anh đánh chìm gần mũi Ras el Hilal, Libya, vào khoảng 06 giờ 15 phút; nhưng cũng có thể Argonauta đã trúng mìn sâu thả từ máy bay Short Sunderland L5804 của Không quân Hoàng gia Anh và chìm vào khoảng 14 giờ 50 phút cùng ngày hôm đó. Văn phòng Lịch sử của Hải quân Ý tin rằng giả thuyết thứ nhất có khả năng hơn, nhưng nghi vấn vẫn đang còn. Vào ngày 9 tháng 7 năm 1940, nó tham gia trận Calabria, nơi nó bị hư hại nhẹ do mảnh đạn của những phát suýt trúng từ thiết giáp hạm Ý Giulio Cesare.
Trên đường quay trở về sau Chiến dịch Hats, Decoy, Ilex cùng các tàu tuần dương hạng nhẹ HMS Orion và HMAS Sydney đã bắn phá Scarpanto trong đêm 3-4 tháng 9. Đến ngày 6 tháng 11, Decoy đã cùng với các tàu khu trục Hasty, Havock, Hereward, Hero, Hyperion, Ilex, Janus, Jervis, Mohawk và Nubian bảo vệ cho các tàu chiến chủ lực của Hạm đội Địa Trung Hải khi chúng hỗ trợ từ xa cho các đoàn tàu vận tải MW3 từ Ai Cập đến Malta và ME3 khởi hành từ Malta như một phần của Chiến dịch MB8. Đang khi ở lại Alexandria, nó bị trúng một quả bom vốn xuyên thủng hoàn toàn qua con tàu vào ngày 13 tháng 11. Sau khi được sửa chữa tạm thời, nó được gửi đến Malta để sửa chữa triệt để, vốn kéo dài cho đến ngày 1 tháng 2 năm 1941, sau khi nó bị hư hại thêm vào ngày 19 tháng 1. Vào ngày 25 tháng 2, nó tham gia Chiến dịch Abstention; cùng với Hereward và pháo hạm Ladybird, Decoy cho đổ bộ lính biệt kích lên đảo Kastelorizo, nhưng họ bị áp đảo bởi cuộc phản công của quân Ý. Chỉ còn vài người sống sót được giải cứu hai ngày sau đó.
Con tàu đã tham gia Chiến dịch Demon, cuộc triệt thoái lực lượng Đồng Minh khỏi Hy Lạp vào tháng 4, rồi giúp vào việc di tản binh lính từ đảo  Crete đến Ai Cập sau khi Đức xâm chiếm đảo này vào ngày 22 tháng 5 (Chiến dịch Merkur). Nó trải qua gần hết thời gian còn lại của năm hộ tống các đoàn tàu vận tải đi đến Tobruk, Libya. Vào ngày 25 tháng 11, Decoy hộ tống cho thiết giáp hạm HMS Barham khi chiếc này trúng ngư lôi phóng từ tàu ngầm Đức U-331. Decoy bị hư hại do va chạm vào tháng tiếp theo và được sửa chữa tại Malta từ ngày 20 tháng 12 đến ngày 8 tháng 2 năm 1942. Sau khi quay trở lại Alexandria, nó được chuyển sang Hạm đội Đông tại Ấn Độ Dương, nơi nó hộ tống các tàu chiến của Lực lượng B khi các tàu sân bay của Hải quân Nhật tấn công vào tháng 3–tháng 4 năm 1942. Con tàu ở lại cùng Hạm đội Đông cho đến khi được gọi quay trở về nhà cho một đợt tái trang bị vào tháng 9. Trên đường đi, nó hoạt động một thời gian ngắn ngoài khơi Freetown, rồi về đến Greenock vào ngày 29 tháng 10, lần trở về Anh đầu tiên kể từ năm 1934.
Con tàu được nâng cấp tại xưởng tàu Palmers ở Hebburn-on-Tyne từ ngày 3 tháng 11 đến ngày 12 tháng 4 năm 1943. Đang khi tái trang bị, Decoy được chuyển cho Hải quân Hoàng gia Canada vào ngày 1 tháng 3, và nhập biên chế trở lại vào ngày 12 tháng 4 dưới cái tên mới HMCS Kootenay (con tàu là một món quà tặng Canada vào ngày 15 tháng 6. Sau khi chạy thử máy, nó được điều về Đội hộ tống C5 cho nhiệm vụ hộ tống vận tải tại Bắc Đại Tây Dương.
Vào ngày 22 tháng 5 năm 1943 Kootenay cứu vớt 19 người sống sót từ chiếc tàu chở dầu Na Uy Sandanger, vốn trước đó bị đắm vào ngày 12 tháng 5 do trúng ngư lôi từ tàu ngầm Đức U-221 tại Bắc Đại Tây Dương. Nó ở lại cùng đội hộ tống cho đến tháng 10, khi trải qua một đợt tái trang bị tại Halifax kéo dài cho đến tháng 12. Nó gia nhập trở lại đội hộ tống cho đến khi được điều sang Đội hộ tống 11 vào tháng 5 năm 1944 để chuẩn bị cho Chiến dịch Overlord. Đội này được giao nhiệm vụ bảo vệ tàu bè Đồng Minh trong eo biển Anh Quốc và vịnh Biscay; và Kootenay cùng với tàu khu trục HMCS Ottawa và tàu corvette HMS Statice đã đánh chìm tàu ngầm Đức U-678 trong eo biển Anh Quốc về phía Nam Brighton vào ngày 7 tháng 7 năm 1944. Cùng với Ottawa và tàu khu trục HMCS Chaudière, nó cũng đánh chìm tàu ngầm Đức U-621 trong vịnh Biscay gần La Rochelle vào ngày 18 tháng 8. Hai ngày sau, vẫn các con tàu trên tiếp tục đánh chìm chiếc U-984 trong vịnh Biscay về phía Tây Brest.
Kootenay được đại tu rộng rãi từ ngày 2 tháng 10 năm 1944 đến ngày 27 tháng 2 năm 1945 tại Xưởng hải quân Shelburne, rồi tiếp tục nhiệm vụ tuần tra chống tàu ngầm tại khu vực eo biển Anh Quốc vào tháng 4. Sau ngày chiến thắng, nó được sử dụng vào việc chuyên chở binh lính giữa Newfoundland và Québec cho đến khi được đưa về lực lượng dự bị tại Sydney, Nova Scotia vào ngày 26 tháng 10. Kootenay bị bán để tháo dỡ vào năm 1946.